# Impuestómetro
Impuestómetro o (Debt Clock, en inglés) es un contador estadístico para medir los impuestos que un país paga en cualquier instante del tiempo, fue inventado por el empresario Seymour Durst.
Como algunos impuestos se contabilizan una vez al mes (o año), el impuestómetro utiliza normalmente para una regresión estadística (análisis de la regresión) para deducir la recaudación de impuestos en cualquier instante de tiempo. Como el método estadístico puede cambiar de uno a otro impuestómetro, la salida mostrada puede variar de un mostrador a otro.
Otros países, hay índices que se publican periódicamente por el gobierno, como uno estadounidense US Debt Clock, el australiano Australian Taxation Office y el Debt Clock Canadiense.
El mejor conocido en Brasil, publicado en tiempo real, está situado en frente de la Asociación Comercial de São Paulo en asociación con el Instituto Brasileiro de Planejamento Tributário (IBPT)